# Playtex
Playtex is een Amerikaanse merknaam die sinds 1947 bestaat, als opvolger van het in 1932 opgerichte International Latex Corporation, en die sinds 1988 gebruikt wordt door twee verschillende bedrijven: Playtex Apparel (een dochterbedrijf van Hanesbrands) en Playtex Products (een dochterbedrijf van Edgewell Personal Care). Het eerste merk behelst beha's, shapewear en onderbroeken, terwijl het tweede bedrijf tampons, huishoudhandschoenen en babyproducten verkoopt.